# Élection sénatoriale de 2008 en Caroline du Nord
 (septembre 2023).
Les Élections sénatoriales américaines de 2008 visaient à remplacer 33 (sur 100) sénateurs de Class 2. Cette élection eut lieu en Caroline du Nord le 4 novembre 2008.
La sénatrice républicaine sortante Elizabeth Dole, élue pour la première fois en 2002, sollicitait sa réélection. Elle a été battue par la candidate démocrate Kay Hagan.
En juin 2008, le sénateur républicain du Nevada John Ensign et directeur de la campagne sénatoriale républicaine de 2008, considérait la sénatoriale de Caroline du Nord comme une des plus compétitives parmi les 32 autres élections sénatoriales.

## Candidats
La démocrate Kay Hagan membre du sénat de Caroline du Nord et le libertarien Chris Cole sont opposés à la sénatrice républicaine sortante Elizabeth Dole. Les élections sénatoriales de novembre étaient la première fois dans l'histoire de la Caroline du Nord et seulement la huitième fois dans l'histoire américaine, où deux femmes furent opposées de la part des deux grands partis américains pour un mandat de sénateur des États-Unis.
Les démocrates au niveau national ont sollicité le gouverneur Easley afin qu'il se présente. En octobre 2007 un sondage Rasmussen Reports créditait Easley de huit points d'avance sur la sénatrice sortante avec 50 % contre 42 %,. Mike Easley refuse de se présenter ainsi que le représentant Brad Miller qui avait pourtant exprimé son intérêt en 2007,.
L'ancien gouverneur de Caroline du Nord Jim Hunt refusa aussi d'affronter Dole,.
Le 6 mai 2008, Kay Hagan remporte la primaire démocrate pour affronter Dole après avoir notamment battu Jim Neal et ses autres concurrents démocrates.

## Sondages

### Approbation et désapprobation du sénateur Dole
| Sondages | Date de parution  | Approbation | Désapprobation |
| --- | ----------------- | ----------- | -------------- |
| « Public Policy Polling »(Archive.org • Wikiwix • Archive.is • Google • Que faire ?) (consulté le 9 avril 2013) | 30 octobre 2007   | 45 %        | 36 %           |
| Public Policy Polling                                                                                           | 22 octobre 2007   | 44 %        | 41 %           |
| Public Policy Polling                                                                                           | 18 septembre 2007 | 45 %        | 40 %           |

### Élection générale

#### Dole contre Hagan
| Sondages | Date de parution        | Démocrate: Kay Hagan | Républicaine: Elizabeth Dole |
| --- | ----------------------- | -------------------- | ---------------------------- |
| Survey USA | 2 novembre 2008         | 50 %                 | 43 %                         |
| Rasmussen Reports | 29 octobre 2008         | 52 %                 | 46 %                         |
| « Survey USA »(Archive.org • Wikiwix • Archive.is • Google • Que faire ?) (consulté le 9 avril 2013)                 | 20 octobre 2008         | 46 %                 | 45 %                         |
| Rasmussen Reports | 8 octobre 2008          | 49 %                 | 44 %                         |
| « Survey USA »(Archive.org • Wikiwix • Archive.is • Google • Que faire ?) (consulté le 9 avril 2013)                 | 5 et 6 octobre 2008     | 43 %                 | 44 %                         |
| « Public Policy Polling »(Archive.org • Wikiwix • Archive.is • Google • Que faire ?) (consulté le 9 avril 2013)      | 28 et 29 septembre 2008 | 46 %                 | 38 %                         |
| Rasmussen Reports | 23 septembre 2008       | 48 %                 | 45 %                         |
| « Public Policy Polling »(Archive.org • Wikiwix • Archive.is • Google • Que faire ?) (consulté le 9 avril 2013)      | 19 septembre 2008       | 46 %                 | 41 %                         |
| Rasmussen Reports | 18 septembre 2008       | 51 %                 | 45 %                         |
| Daily Kos/Research2000                                                                                               | 10 septembre 2008       | 42 %                 | 48 %                         |
| Survey USA | 8 septembre 2008        | 40 %                 | 48 %                         |
| Democracy Corps | 26 août 2008            | 50 %                 | 45 %                         |
| « Public Policy Polling »(Archive.org • Wikiwix • Archive.is • Google • Que faire ?) (consulté le 9 avril 2013)      | 23 août 2008            | 42 %                 | 39 %                         |
| Insider Advantage | 19 août 2008            | 40 %                 | 40 %                         |
| Research2000 for Daily Kos                                                                                           | 28 et 30 juillet 2008   | 42 %                 | 50 %                         |
| « Public Policy Polling(PPP) »(Archive.org • Wikiwix • Archive.is • Google • Que faire ?) (consulté le 9 avril 2013) | 23 et 27 juillet 2008   | 40 %                 | 49 %                         |
| Rasmussen Reports | 15 juillet 2008         | 43 %                 | 54 %                         |
| « Survey USA »(Archive.org • Wikiwix • Archive.is • Google • Que faire ?) (consulté le 9 avril 2013)                 | 14 juillet 2008         | 42 %                 | 54 %                         |
| « The Tarrance Group »(Archive.org • Wikiwix • Archive.is • Google • Que faire ?) (consulté le 9 avril 2013)         | 9 juillet 2008          | 36 %                 | 51 %                         |
| Civitas Institute/ Tel Opinion Research                                                                              | 11 et 13 juin 2008      | 38 %                 | 48 %                         |
| Rasmussen Reports | 10 juin 2008            | 39 %                 | 53 %                         |
| Anzalone Liszt Research                                                                                              | 4 juin 2008             | 44 %                 | 48 %                         |
| « Public Policy Polling »(Archive.org • Wikiwix • Archive.is • Google • Que faire ?) (consulté le 9 avril 2013)      | 28 et 29 mai 2008       | 39 %                 | 47 %                         |
| Survey USA | 17 et 19 mai 2008       | 46 %                 | 50 %                         |
| Civitas Institute/ Tel Opinion Research                                                                              | 14 et 17 mai 2008       | 43 %                 | 45 %                         |
| « Public Policy Polling »(Archive.org • Wikiwix • Archive.is • Google • Que faire ?) (consulté le 9 avril 2013)      | 8 et 9 mai 2008         | 43 %                 | 48 %                         |
| Rasmussen Reports | 8 mai 2008              | 48 %                 | 47 %                         |
| Research 2000/ Daily Kos                                                                                             | 28 et 30 avril 2008     | 41 %                 | 48 %                         |
| Rasmussen Reports | 10 avril 2008           | 39 %                 | 52 %                         |
| « Public Policy Polling »(Archive.org • Wikiwix • Archive.is • Google • Que faire ?) (consulté le 9 avril 2013)      | 18 février 2008         | 33 %                 | 50 %                         |

## Résultats

### Primaire républicaine
|   | Partis            | Candidats      | Voix    |         |
| - | ----------------- | -------------- | ------- | ------- |
| % | Partis            | Candidats      | Voix    |         |
|   | Parti républicain | Elizabeth Dole | 460 671 | 89,96 % |
|   | Parti républicain | Pete Di Lauro  | 51 409  | 10,04 % |

Source: Our Campaigns

### Primaire démocrate
|   | Partis          | Candidats       | Voix    |         |
| - | --------------- | --------------- | ------- | ------- |
| % | Partis          | Candidats       | Voix    |         |
|   | Parti démocrate | Kay Hagan       | 801 927 | 60,06 % |
|   | Parti démocrate | Jim Neal        | 239 644 | 17,95 % |
|   | Parti démocrate | Marcus Williams | 171 005 | 12,81 % |
|   | Parti démocrate | Duskin Lassiter | 62 150  | 4,66 %  |
|   | Parti démocrate | Howard Staley   | 60 431  | 4,53 %  |

Source: Our Campaigns

### Élection générale
| Année | Mandat                       | Élection | Candidat  | Parti     | Voix      | %     | Concurrents    | Parti       | Voix      | %     |
| ----- | ---------------------------- | -------- | --------- | --------- | --------- | ----- | -------------- | ----------- | --------- | ----- |
| 2008  | Sénateur de Caroline du Nord | Générale | Kay Hagan | Démocrate | 2 249 311 | 52,65 | Elizabeth Dole | Républicain | 1 887 510 | 44,18 |
| 2008  | Sénateur de Caroline du Nord | Générale | Kay Hagan | Démocrate | 2 249 311 | 52,65 | Chris Cole     | Libertarien | 133 430   | 3,12  |